# لونگتون (کانزاس)
لونگتون (به انگلیسی: Longton) شهری در ایالت کانزاس کشور ایالات متحده آمریکا است که جمعیت آن در سرشماری سال ۲۰۱۰ میلادی، ۳۴۸ نفر بوده‌است.